# Plate-forme auto élévatrice

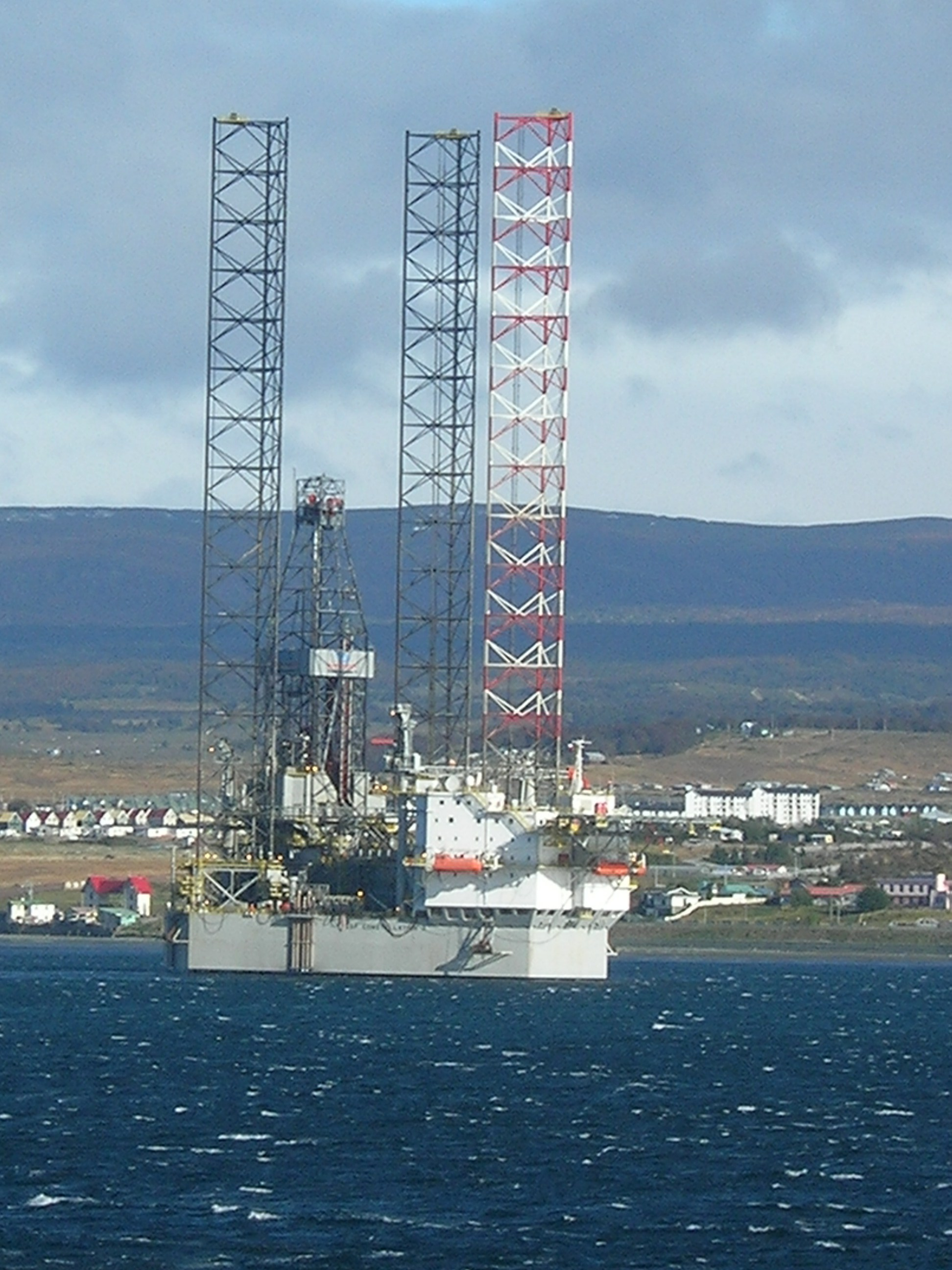
Plate-forme auto élévatrice

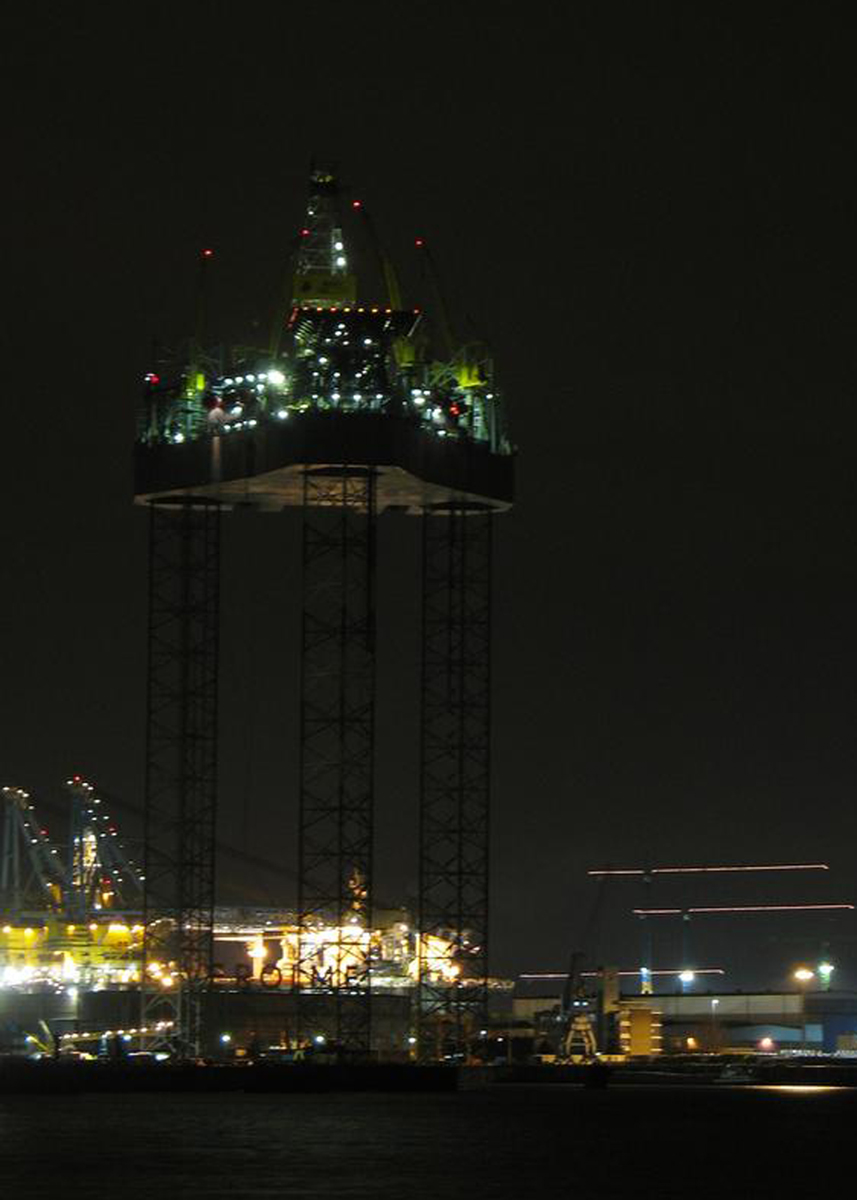
Rowan Gorilla VII dans le port de Rotterdam

Une plate-forme auto-élévatrice ou jackup plate-forme est un type de plate-forme mobile qui se compose d'une coque flottante munie d'un certain nombre de jambes mobiles, capables d'élever sa coque au-dessus de la surface de la mer. 

## Description
La coque flottante permet le transport de l'accommodation et toutes les machines et outils à un emplacement souhaité. Une fois sur place la coque est élevée à la hauteur requise au-dessus de la surface de l'eau, supportée par le fond marin. Les jambes de ces unités peuvent être conçues pour pénétrer dans le lit de la mer mais peuvent aussi être équipées avec des sections élargies ou des semelles, ou encore même être attachées à un tapis de fond. Généralement les plates-formes auto-élévatrices ne sont pas autopropulsées et requièrent des remorqueurs ou des navires de transport lourd pour le transport.
Les plates-formes auto-élévatrices sont utilisées comme plates-formes de forage d'exploration et plates-formes de services en mer pour les installations éoliennes. Les plates-formes auto-élévatrices sont très populaires et de nombreux types différents existent. Le nombre total de plates-formes auto-élévatrices de forage actuellement en service s'élève à environ 540 à la fin de 2013. La première a été conçue par R. G. LeTourneau pour Zapata Petroleum Company, détenue par George H. W. Bush, qui plus tard est devenu le 41e président des États-Unis.

## Opération
Une plate-forme auto-élévatrice est une barge flottante équipée de longues jambes de soutien qui peuvent être relevées ou abaissées. La plate-forme auto-élévatrice est manœuvrée (automotrice ou par remorquage) en place avec ses jambes et la coque flottante se retrouve alors au-dessus de l'eau. À l'arrivée sur le lieu d'opération, les jambes sont descendues vers le fond marin. Ensuite a lieu une « précharge », où le poids de la barge et de l'eau de ballast supplémentaire sont utilisés pour ancrer les jambes solidement dans le fond marin afin que, durant les opérations, les jambes ne s'enfoncent pas plus dans le sol. Après préchargement, le système de levage est utilisé pour soulever l'ensemble de la barge au-dessus de l'eau à une hauteur pré-calculée, de sorte que l'effet des vagues ou du changement de marée et du courant n'agisse que partiellement sur les jambes et non sur la coque de la barge.

## Différents types

### Unité de forage mobile (Mobile offshore Drilling Units-MODU)
Ce type de plate-forme est couramment utilisé en combinaison avec une plate-forme pétrolière ou dans le cadre du forage d'une source de gaz naturel. D'autres types de plates-formes en mer comprennent aussi des plates-formes semi-submersibles (qui flottent sur une structure comme un ponton mobile). Il y a aussi les navires de forage qui sont des navires en forme de bateau avec une plate-forme située au centre. Ces plates-formes peuvent forer à travers des zones ouvertes dans la coque du navire, l'appellation anglaise étant moon pool.

### Navire d'installation éolienne (Turbine Installation Vessel-TIV)

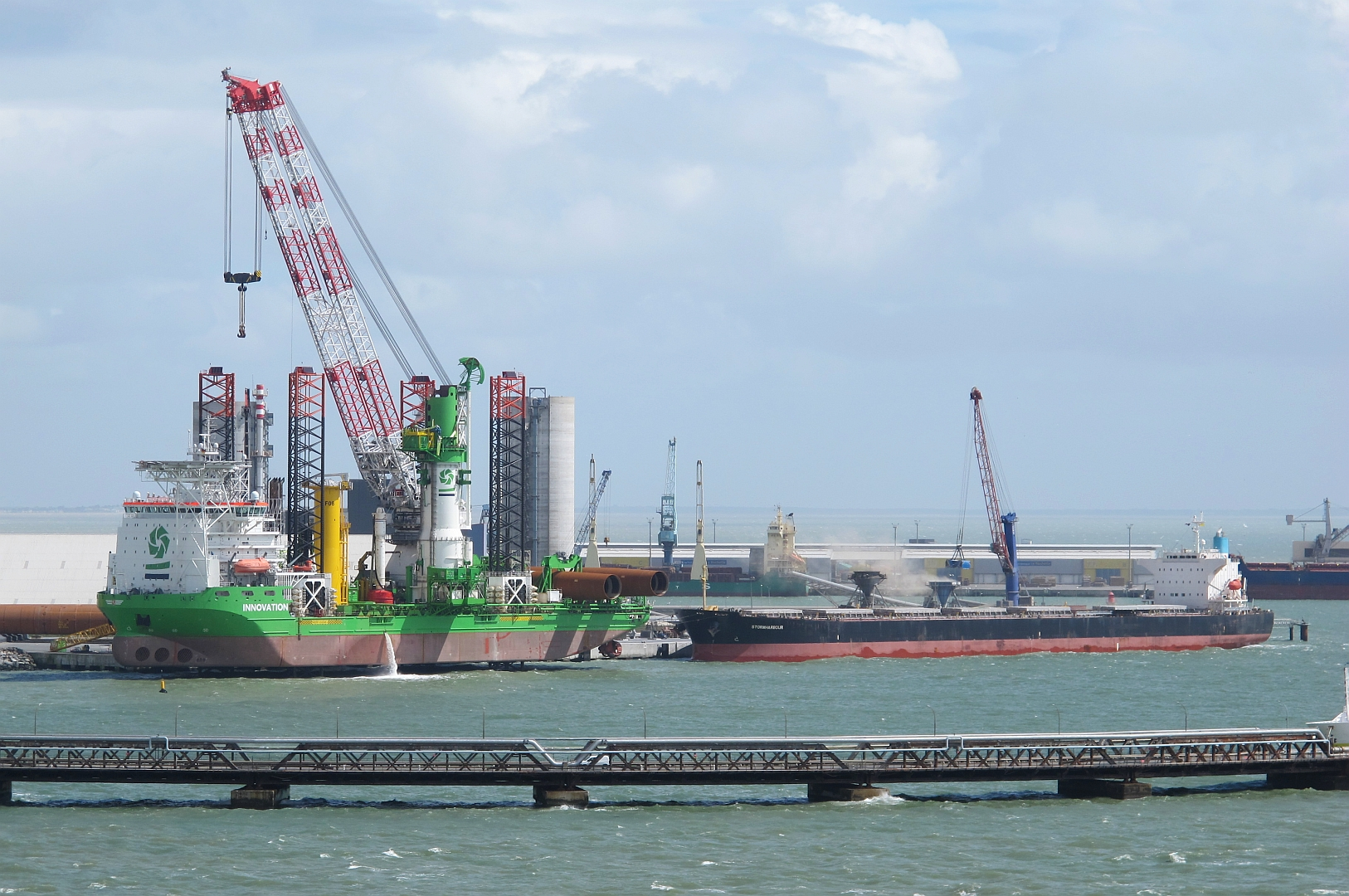
Le navire d'installation d'éoliennes Innovation au port de La Rochelle.

Ce type de plate-forme est comme son nom l'indique couramment utilisé dans le cadre d'installation éolienne en mer.

### Barges
Les plates-formes auto-élévatrices se réfèrent également à des barges spécialisées qui sont semblables à une plate-forme pétrolière et/ou de gaz, mais qui sont utilisées comme base pour l'entretien d'autres structures telles que les éoliennes en mer, l'équipement de forage ou les long ponts.